# Christianella paludicola
Christianella paludicola är en tvåhjärtbladig växtart som först beskrevs av W.R.Anderson, och fick sitt nu gällande namn av W.R.Anderson. Christianella paludicola ingår i släktet Christianella och familjen Malpighiaceae. Inga underarter finns listade i Catalogue of Life.